# Euphrasia cucullata
Euphrasia cucullata är en snyltrotsväxtart som beskrevs av Francis Whittier Pennell. Euphrasia cucullata ingår i släktet ögontröster, och familjen snyltrotsväxter. Inga underarter finns listade i Catalogue of Life.